# Boranije
Boranije (Servisch: Бораније) is een Servische schotel van tomaat, ui en  sperziebonen met knoflook. Het wordt gegeten met yoghurt, die pas op tafel op de sperziebonen worden afgeserveerd. Daarnaast wordt er brood bij gegeten. 